# Triancyra diversa
Triancyra diversa är en stekelart som först beskrevs av Joseph Augustine Cushman 1933.  Triancyra diversa ingår i släktet Triancyra och familjen brokparasitsteklar. Inga underarter finns listade i Catalogue of Life.